# جون کونگ
جون کونگ (انگلیسی: Jun Kung؛ زادهٔ ۱۸ اوت ۱۹۷۷) موسیقی‌دان، خواننده-ترانه‌پرداز، تهیه‌کننده موسیقی و آهنگ‌ساز اهل هنگ کنگ است.
از فیلم‌ها یا مجموعه‌های تلویزیونی که وی در آن‌ها نقش داشته‌است، می‌توان به پادشاهان آسمانی و شورش اشاره نمود.